# Giải vô địch bóng đá nữ U-17 thế giới 2024
Giải vô địch bóng đá nữ U-17 thế giới 2024 (tiếng Anh: 2024 FIFA U-17 Women's World Cup, tiếng Tây Ban Nha: Copa Mundial Femenina Sub-17 de la FIFA República Dominicana 2024) là giải đấu lần thứ 8 của Giải vô địch bóng đá nữ U-17 thế giới, giải vô địch bóng đá trẻ quốc tế hai năm một lần do các đội tuyển nữ U-17 quốc gia của các liên đoàn thành viên thuộc FIFA tổ chức. Được tổ chức tại Cộng hòa Dominica, đây là giải đấu bóng đá quốc tế đầu tiên do quốc gia này đăng cai tổ chức. Đây cũng là mùa giải cuối cùng có 16 đội tham dự trước khi mở rộng lên thành 24 đội vào năm 2025 và cũng là mùa giải cuối cùng được tổ chức hai năm một lần.
Tây Ban Nha là đương kim vô địch lần thứ hai. Nhưng sau đó đã không thể bảo vệ được danh hiệu sau khi thua Cộng hòa Dân chủ Nhân dân Triều Tiên ở trận chung kết.

## Lựa chọn chủ nhà
Cộng hòa Dominica được công bố là nước chủ nhà của Giải vô địch bóng đá nữ U-17 thế giới năm 2024 sau cuộc họp của Hội đồng FIFA vào ngày 23 tháng 6 năm 2023 tại Zürich, Thụy Sĩ.

## Các đội vượt qua vòng loại
Tổng cộng có 16 đội đủ điều kiện tham dự vòng chung kết. Ngoài Cộng hòa Dominica đủ điều kiện tự động với tư cách là chủ nhà, 15 đội khác đủ điều kiện từ sáu giải đấu châu lục riêng biệt.
| Liên đoàn                                                | Giải đấu loại                                                         | Đội               | Lần tham dự | Tham dự lần cuối | Thành tích tốt nhất       |
| -------------------------------------------------------- | --------------------------------------------------------------------- | ----------------- | ----------- | ---------------- | ------------------------- |
| AFC (châu Á) (3 đội)                                     | Cúp bóng đá U-17 nữ châu Á 2024                                       | Nhật Bản          | 8           | 2022             | Vô địch (2014)            |
| AFC (châu Á) (3 đội)                                     | Cúp bóng đá U-17 nữ châu Á 2024                                       | CHDCND Triều Tiên | 7           | 2018             | Vô địch (2008, 2016)      |
| AFC (châu Á) (3 đội)                                     | Cúp bóng đá U-17 nữ châu Á 2024                                       | Hàn Quốc          | 4           | 2018             | Vô địch (2010)            |
| CAF (châu Phi) (3 đội)                                   | Vòng loại Giải vô địch bóng đá nữ U-17 thế giới 2024 khu vực châu Phi | Kenya             | 1           | Không có         | Lần đầu                   |
| CAF (châu Phi) (3 đội)                                   | Vòng loại Giải vô địch bóng đá nữ U-17 thế giới 2024 khu vực châu Phi | Nigeria           | 7           | 2022             | Hạng ba (2022)            |
| CAF (châu Phi) (3 đội)                                   | Vòng loại Giải vô địch bóng đá nữ U-17 thế giới 2024 khu vực châu Phi | Zambia            | 2           | 2014             | Vòng bảng (2014)          |
| CONCACAF (Bắc, Trung Mỹ & vùng Caribe) (Chủ nhà + 2 đội) | Chủ nhà                                                               | Cộng hòa Dominica | 1           | Không có         | Lần đầu                   |
| CONCACAF (Bắc, Trung Mỹ & vùng Caribe) (Chủ nhà + 2 đội) | Giải vô địch bóng đá nữ U-17 CONCACAF 2024                            | México            | 7           | 2022             | Á quân (2018)             |
| CONCACAF (Bắc, Trung Mỹ & vùng Caribe) (Chủ nhà + 2 đội) | Giải vô địch bóng đá nữ U-17 CONCACAF 2024                            | Hoa Kỳ            | 6           | 2022             | Á quân (2008)             |
| CONMEBOL (Nam Mỹ) (3 đội)                                | Giải vô địch bóng đá nữ U-17 Nam Mỹ 2024                              | Brasil            | 7           | 2022             | Tứ kết (2010, 2012, 2022) |
| CONMEBOL (Nam Mỹ) (3 đội)                                | Giải vô địch bóng đá nữ U-17 Nam Mỹ 2024                              | Colombia          | 6           | 2022             | Á quân (2022)             |
| CONMEBOL (Nam Mỹ) (3 đội)                                | Giải vô địch bóng đá nữ U-17 Nam Mỹ 2024                              | Ecuador           | 1           | Không có         | Lần đầu                   |
| OFC (châu Đại Dương) (1 đội)                             | Giải vô địch bóng đá nữ U-16 châu Đại Dương 2023                      | New Zealand       | 8           | 2022             | Hạng ba (2018)            |
| UEFA (châu Âu) (3 đội)                                   | Giải vô địch bóng đá nữ U-17 châu Âu 2024                             | Anh               | 3           | 2016             | Hạng tư (2008)            |
| UEFA (châu Âu) (3 đội)                                   | Giải vô địch bóng đá nữ U-17 châu Âu 2024                             | Ba Lan            | 1           | Không có         | Lân đầu                   |
| UEFA (châu Âu) (3 đội)                                   | Giải vô địch bóng đá nữ U-17 châu Âu 2024                             | Tây Ban Nha       | 6           | 2022             | Vô địch (2018, 2022)      |

## Địa điểm
Các thành phố Santiago de los Caballeros và Santo Domingo đã được Liên đoàn bóng đá Dominica xác nhận vào ngày 29 tháng 4 năm 2024 để đăng cai giải đấu.
| Santiago de los Caballeros | Santo Domingo              |
| -------------------------- | -------------------------- |
| Sân vận động Cibao FC      | Sân vận động Félix Sánchez |
| Sức chứa: 8,000            | Sức chứa: 27,000           |
|                            |                            |

## Bốc thăm
Lễ bốc thăm chính thức diễn ra vào ngày 22 tháng 6 năm 2024 tại Tượng đài Fray Anton de Montesinos ở Santo Domingo. Các đội được phân bổ dựa trên thành tích của họ tại năm mùa giải trước đó, năm điểm thưởng được cộng vào đội chiến thắng trong giải đấu loại (cho chu kỳ này).
Đội chủ nhà, Cộng hòa Dominica được tự động xếp hạt giống và được phân vào vị trí A1. Các đội cùng liên đoàn được bốc thăm để không gặp nhau ở vòng bảng.
| Nhóm 1                                                           | Nhóm 2                                 | Nhóm 3                              | Nhóm 4                              |
| ---------------------------------------------------------------- | -------------------------------------- | ----------------------------------- | ----------------------------------- |
| Cộng hòa Dominica H · Tây Ban Nha · Nhật Bản · CHDCND Triều Tiên | Hoa Kỳ · Brasil · México · New Zealand | Nigeria · Colombia · Anh · Zambia · | Hàn Quốc · Ba Lan · Ecuador · Kenya |

## Đội hình
Các cầu thủ sinh từ ngày 1 tháng 1 năm 2007 đến ngày 31 tháng 12 năm 2009 đủ điều kiện tham gia giải đấu.

## Trọng tài
Tổng cộng có 12 trọng tài, 24 trợ lý trọng tài và 2 trọng tài hỗ trợ được FIFA chính thức bổ nhiệm cho giải đấu vào ngày 16 tháng 8 năm 2024.
Hệ thống Công nghệ video hỗ trợ (FVS) được sử dụng lần đầu tiên tại Giải vô địch bóng đá nữ U-17 thế giới.
Ban đầu, Milagros Arruela (Peru) được chọn tham gia giải đấu, nhưng sau đó đã được thay thế bằng Alejandra Quisbert của Bolivia. Olatz Rivera (Tây Ban Nha) ban đầu chỉ được chỉ định làm trọng tài hỗ trợ. Tuy nhiên, cô đã được chỉ định làm trọng tài chính xuyên suốt giải đấu.
| Liên đoàn | Trọng tài                                                       | Trợ lý trọng tài |
| --------- | --------------------------------------------------------------- | --- |
| AFC       | Asaka Koizumi Lê Thị Ly                                         | Riiohlang Dhar Suwida Wongkraisorn Amal Jamal Badhafari Hà Thị Phượng                                                          |
| CAF       | Ghada Mehat Shamirah Nabadda                                    | Yara Abdelfattah Fanta Koné Soukaina Hamdi Nancy Kasitu                                                                        |
| CONCACAF  | Carly Shaw-MacLaren Deily Gómez                                 | Gabrielle Lemieux Kindria María Agüero Gabriela Jiménez Katarzyna Wasiak                                                       |
| CONMEBOL  | Alejandra Quisbert Daiane Muniz dos Santos                      | Fernanda Gomes Antunes Maíra Mastella Moreira Gabriela Moreno Vera Yupanqui                                                    |
| UEFA      | Frida Klarlund Abigail Byrne Ionela Alina Peșu Jelena Cvetković | Ainhoa Fernández Lena Hirtl Fie Bruun Karolin Kaivoja Anita Vad Paulina Baranowska Daniela Constantinescu Ceri Louise Williams |

| Trọng tài hỗ trợ | Trọng tài hỗ trợ |
| ---------------- | ---------------- |
| CONCACAF         | Vimarest Díaz    |
| UEFA             | Olatz Rivera     |

## Vòng bảng
Lễ bốc thăm vòng bảng diễn ra vào ngày 22 tháng 6 năm 2024.
Tất cả các trận đấu diễn ra theo giờ địa phương, AST (UTC−4).
| Các tiêu chí vòng bảng |
| --- |
| Xếp hạng của các đội ở vòng bảng được xác định như sau: 1. Điểm đạt được trong tất cả các trận đấu vòng bảng; 2. Hiệu số bàn thắng thua trong tất cả các trận đấu vòng bảng; 3. Số bàn thắng ghi được trong tất cả các trận đấu vòng bảng; 4. Điểm đạt được trong các trận đấu giữa các đội được đề cập; 5. Hiệu số bàn thắng thua trong các trận đấu giữa các đội được đề cập; 6. Số bàn thắng ghi được trong các trận đấu giữa các đội được đề cập; 7. Điểm kỷ luật trong tất cả các trận đấu vòng bảng (mỗi cầu thủ chỉ được trừ một điểm trong một trận đấu): - Thẻ vàng: −1 điểm; - Thẻ đỏ gián tiếp (thẻ vàng thứ hai): −3 điểm; - Thẻ đỏ trực tiếp: −4 điểm; - Thẻ vàng và thẻ đỏ trực tiếp: −5 điểm; 8. Bốc thăm. |

### Bảng A
| VT | Đội                   | ST | T | H | B | BT | BB | HS | Đ | Giành quyền tham dự     |
| -- | --------------------- | -- | - | - | - | -- | -- | -- | - | ----------------------- |
| 1  | Nigeria               | 3  | 3 | 0 | 0 | 9  | 1  | +8 | 9 | Vòng đấu loại trực tiếp |
| 2  | Ecuador               | 3  | 2 | 0 | 1 | 6  | 4  | +2 | 6 | Vòng đấu loại trực tiếp |
| 3  | Cộng hòa Dominica (H) | 3  | 0 | 1 | 2 | 1  | 4  | −3 | 1 |                         |
| 4  | New Zealand           | 3  | 0 | 1 | 2 | 2  | 9  | −7 | 1 |                         |

| New Zealand | 1–4      | Nigeria                                                   |
| ----------- | -------- | --------------------------------------------------------- |
| Saxon 60'   | Chi tiết | - Moshood 2' - Adegoke 13' - Abdulwahab 28' - Afolabi 55' |

| Cộng hòa Dominica | 0–2      | Ecuador             |
| ----------------- | -------- | ------------------- |
|                   | Chi tiết | - Valverde 14', 29' |

| Nigeria                                                | 4–0      | Ecuador |
| ------------------------------------------------------ | -------- | ------- |
| - Moshood 28' (ph.đ.), 90+6' - Chidi 54' - Effiong 66' | Chi tiết |         |

| Cộng hòa Dominica | 1–1      | New Zealand         |
| ----------------- | -------- | ------------------- |
| Brito 68'         | Chi tiết | Mercedes 61' (l.n.) |

| Nigeria     | 1–0      | Cộng hòa Dominica |
| ----------- | -------- | ----------------- |
| Moshood 89' | Chi tiết |                   |

| Ecuador                                          | 4–0      | New Zealand |
| ------------------------------------------------ | -------- | ----------- |
| - Arboleda 41' - Chiuchiolo 43', 49' - Morán 79' | Chi tiết |             |

### Bảng B
| VT | Đội         | ST | T | H | B | BT | BB | HS  | Đ | Giành quyền tham dự     |
| -- | ----------- | -- | - | - | - | -- | -- | --- | - | ----------------------- |
| 1  | Tây Ban Nha | 3  | 3 | 0 | 0 | 10 | 2  | +8  | 9 | Vòng đấu loại trực tiếp |
| 2  | Hoa Kỳ      | 3  | 2 | 0 | 1 | 8  | 3  | +5  | 6 | Vòng đấu loại trực tiếp |
| 3  | Colombia    | 3  | 0 | 1 | 2 | 2  | 5  | −3  | 1 |                         |
| 4  | Hàn Quốc    | 3  | 0 | 1 | 2 | 1  | 11 | −10 | 1 |                         |

| Tây Ban Nha                                    | 3–1      | Hoa Kỳ       |
| ---------------------------------------------- | -------- | ------------ |
| - Travers 3' (l.n.) - Ortega 70' - Cerrato 83' | Chi tiết | Barcenas 22' |

| Hàn Quốc            | 1–1      | Colombia       |
| ------------------- | -------- | -------------- |
| - Phair 36' (ph.đ.) | Chi tiết | - Martínez 28' |

| Tây Ban Nha                                                                         | 5–0      | Hàn Quốc |
| ----------------------------------------------------------------------------------- | -------- | -------- |
| - Comendador 7' - Segura 32' - Santiago 45+4' - Moreno 47' (ph.đ.) - A. Gómez 90+3' | Chi tiết |          |

| Colombia | 0–2      | Hoa Kỳ                             |
| -------- | -------- | ---------------------------------- |
|          | Chi tiết | - Johnson 43' - Fuller 58' (ph.đ.) |

| Hoa Kỳ                                                    | 5–0      | Hàn Quốc |
| --------------------------------------------------------- | -------- | -------- |
| - Barcenas 1', 47' - Fuller 10' - Long 68' - Padelski 87' | Chi tiết |          |

| Colombia  | 1–2      | Tây Ban Nha                         |
| --------- | -------- | ----------------------------------- |
| - Díaz 5' | Chi tiết | - García 58' (ph.đ.) - Santiago 90' |

### Bảng C
| VT | Đội               | ST | T | H | B | BT | BB | HS  | Đ | Giành quyền tham dự     |
| -- | ----------------- | -- | - | - | - | -- | -- | --- | - | ----------------------- |
| 1  | CHDCND Triều Tiên | 3  | 3 | 0 | 0 | 11 | 1  | +10 | 9 | Vòng đấu loại trực tiếp |
| 2  | Anh               | 3  | 2 | 0 | 1 | 6  | 6  | 0   | 6 | Vòng đấu loại trực tiếp |
| 3  | Kenya             | 3  | 1 | 0 | 2 | 2  | 6  | −4  | 3 |                         |
| 4  | México            | 3  | 0 | 0 | 3 | 4  | 10 | −6  | 0 |                         |

| CHDCND Triều Tiên                               | 4–1      | México    |
| ----------------------------------------------- | -------- | --------- |
| - Choe Rim-jong 14', 34', 85' - Choe Il-son 26' | Chi tiết | Reyes 45' |

| Kenya | 0–2      | Anh                                |
| ----- | -------- | ---------------------------------- |
|       | Chi tiết | - Brown 29' (ph.đ.) - Thompson 87' |

| CHDCND Triều Tiên                         | 3–0      | Kenya |
| ----------------------------------------- | -------- | ----- |
| - So Ryu-gyong 8', 11' - Ri Kuk-hyang 86' | Chi tiết |       |

| Anh                                                | 4–2      | México                         |
| -------------------------------------------------- | -------- | ------------------------------ |
| - Shaw 11' - Las 61' - Maltby 88' - Johnson 90+11' | Chi tiết | - Salas 17' - Soto 50' (ph.đ.) |

| Anh | 0–4      | CHDCND Triều Tiên                                                             |
| --- | -------- | ----------------------------------------------------------------------------- |
|     | Chi tiết | - Kang Ryu-mi 10' - Choe Il-son 18' - Ri Kuk-hyang 69' (ph.đ.) - Ho Kyong 73' |

| México               | 1–2      | Kenya                    |
| -------------------- | -------- | ------------------------ |
| - Soto 90+2' (ph.đ.) | Chi tiết | - Nekesa 15' - Faith 36' |

### Bảng D
| VT | Đội      | ST | T | H | B | BT | BB | HS | Đ | Giành quyền tham dự     |
| -- | -------- | -- | - | - | - | -- | -- | -- | - | ----------------------- |
| 1  | Nhật Bản | 3  | 2 | 1 | 0 | 6  | 2  | +4 | 7 | Vòng đấu loại trực tiếp |
| 2  | Ba Lan   | 3  | 1 | 2 | 0 | 2  | 0  | +2 | 5 | Vòng đấu loại trực tiếp |
| 3  | Brasil   | 3  | 1 | 1 | 1 | 2  | 2  | 0  | 4 |                         |
| 4  | Zambia   | 3  | 0 | 0 | 3 | 1  | 7  | −6 | 0 |                         |

| Nhật Bản | 0–0      | Ba Lan |
| -------- | -------- | ------ |
|          | Chi tiết |        |

| Brasil   | 1–0      | Zambia |
| -------- | -------- | ------ |
| Juju 19' | Chi tiết |        |

| Nhật Bản                | 2–1      | Brasil    |
| ----------------------- | -------- | --------- |
| - Sato 49' - Furuta 53' | Chi tiết | - Juju 8' |

| Zambia | 0–2      | Ba Lan                        |
| ------ | -------- | ----------------------------- |
|        | Chi tiết | - Wyrwas 7' - Araśniewicz 46' |

| Zambia            | 1–4      | Nhật Bản                                      |
| ----------------- | -------- | --------------------------------------------- |
| Suzuki 87' (l.n.) | Chi tiết | - Shinjo 6', 69' - Sato 63' (ph.đ.) - Ota 86' |

| Ba Lan | 0–0      | Brasil |
| ------ | -------- | ------ |
|        | Chi tiết |        |

## Vòng đấu loại trực tiếp
Ở vòng đấu loại trực tiếp, nếu trận đấu có kết quả hòa khi hết thời gian thi đấu chính thức, sẽ không có hiệp phụ và sẽ đá luân lưu để xác định đội chiến thắng.

### Sơ đồ
|  | Tứ kết                                   | Tứ kết                      |                                          |       | Bán kết       | Bán kết       |  |  | Chung kết | Chung kết |
|  |                                          |                             |                                          |       |               |               |  |  |           |           |
|  | 26 tháng 10 – Santiago de los Caballeros |                             |                                          |       |               |               |  |  |           |           |
|  |                                          |                             |                                          |       |               |               |  |  |           |           |
|  | Nigeria                                  | 0                           |                                          |       |               |               |  |  |           |           |
|  | Nigeria                                  | 0                           | 30 tháng 10 – Santiago de los Caballeros |       |               |               |  |  |           |           |
|  | Hoa Kỳ                                   | 2                           |                                          |       |               |               |  |  |           |           |
|  | Hoa Kỳ                                   | 2                           | Hoa Kỳ                                   | 0     |               |               |  |  |           |           |
|  | 26 tháng 10 – Santiago de los Caballeros |                             | Hoa Kỳ                                   | 0     |               |               |  |  |           |           |
|  |                                          | CHDCND Triều Tiên           | 1                                        |       |               |               |  |  |           |           |
|  | CHDCND Triều Tiên                        | CHDCND Triều Tiên           | 1                                        | 1     |               |               |  |  |           |           |
|  | CHDCND Triều Tiên                        |                             | 3 tháng 11 – Santo Domingo               | 1     |               |               |  |  |           |           |
|  | Ba Lan                                   | 0                           |                                          |       |               |               |  |  |           |           |
|  | Ba Lan                                   | 0                           | CHDCND Triều Tiên (p)                    | 1 (4) |               |               |  |  |           |           |
|  | 27 tháng 10 – Santo Domingo              |                             | CHDCND Triều Tiên (p)                    | 1 (4) |               |               |  |  |           |           |
|  |                                          | Tây Ban Nha                 | 1 (3)                                    |       |               |               |  |  |           |           |
|  | Tây Ban Nha                              | Tây Ban Nha                 | 1 (3)                                    | 5     |               |               |  |  |           |           |
|  | Tây Ban Nha                              | 31 tháng 10 – Santo Domingo |                                          | 5     |               |               |  |  |           |           |
|  | Ecuador                                  | 0                           |                                          |       |               |               |  |  |           |           |
|  | Ecuador                                  | 0                           | Tây Ban Nha                              | 3     |               |               |  |  |           |           |
|  | 27 tháng 10 – Santo Domingo              |                             | Tây Ban Nha                              | 3     |               |               |  |  |           |           |
|  |                                          | Anh                         | 0                                        |       | Tranh hạng ba | Tranh hạng ba |  |  |           |           |
|  | Nhật Bản                                 | Anh                         | 0                                        | 2 (1) | Tranh hạng ba | Tranh hạng ba |  |  |           |           |
|  | Nhật Bản                                 |                             | 3 tháng 11 – Santo Domingo               | 2 (1) |               |               |  |  |           |           |
|  | Anh (p)                                  | 2 (4)                       |                                          |       |               |               |  |  |           |           |
|  | Anh (p)                                  | 2 (4)                       | Hoa Kỳ                                   | 3     |               |               |  |  |           |           |
|  |                                          |                             |                                          |       |               |               |  |  |           |           |
|  | Anh                                      | 0                           |                                          |       |               |               |  |  |           |           |
|  | Anh                                      | 0                           |                                          |       |               |               |  |  |           |           |

### Tứ kết
| Nigeria | 0–2      | Hoa Kỳ                             |
| ------- | -------- | ---------------------------------- |
|         | Chi tiết | - Fuller 43' (ph.đ.) - Ascanio 74' |

| CHDCND Triều Tiên | 1–0      | Ba Lan |
| ----------------- | -------- | ------ |
| Choe Rim-jong 14' | Chi tiết |        |

| Tây Ban Nha                                      | 5–0      | Ecuador |
| ------------------------------------------------ | -------- | ------- |
| - Comendador 35', 39', 46' - Segura 90+4', 90+8' | Chi tiết |         |

| Nhật Bản                  | 2–2      | Anh                               |
| ------------------------- | -------- | --------------------------------- |
| - Aoki 23' - Hirakawa 29' | Chi tiết | - Parkinson 27' - Shaw 72'        |
| Loạt sút luân lưu         |          |                                   |
| - Aso - Nezu - Honda      | 1–4      | - Brown - Maltby - Harbert - Shaw |

### Bán kết
| Hoa Kỳ | 0–1      | CHDCND Triều Tiên |
| ------ | -------- | ----------------- |
|        | Chi tiết | Ro Un-hyang 69'   |

| Tây Ban Nha                                          | 3–0      | Anh |
| ---------------------------------------------------- | -------- | --- |
| - Cerrato 45+2' - Comendador 58' - Shaw 90+9' (l.n.) | Chi tiết |     |

### Tranh hạng ba
| Hoa Kỳ                                       | 3–0      | Anh |
| -------------------------------------------- | -------- | --- |
| - Fuller 24' - McCammon 72' - Padelski 90+2' | Chi tiết |     |

### Chung kết
| CHDCND Triều Tiên                                                         | 1–1      | Tây Ban Nha                                        |
| ------------------------------------------------------------------------- | -------- | -------------------------------------------------- |
| Jon Il-chong 66'                                                          | Chi tiết | Segura 61'                                         |
| Loạt sút luân lưu                                                         |          |                                                    |
| - Ri Kuk-hyang - Jong Pok-yong - Ro Un-hyang - Jon Il-chong - Kang Ryu-mi | 4–3      | - Segura - Santiago - Comendador - Ortega - Moreno |

| Giải vô địch bóng đá nữ U-17 thế giới 2024 |
| ------------------------------------------ |
| · CHDCND Triều Tiên · Lần thứ 3            |

## Giải thưởng
Các giải thưởng sau đây đã được trao sau giải đấu:
| Quả bóng vàng        | Quả bóng bạc            | Quả bóng đồng                             |
| -------------------- | ----------------------- | ----------------------------------------- |
| Jon Il-chong         | Pau Comendador          | Celia Segura                              |
| Chiếc giày vàng      | Chiếc giày bạc          | Chiếc giày đồng                           |
| Pau Comendador       | Kennedy Fuller          | Celia Segura                              |
| 5 bàn thắng          | 4 bàn thắng, 3 kiến tạo | 4 bàn thắng, 2 kiến tạo, 406 phút thi đấu |
| Găng tay vàng        |                         |                                           |
| Evan O'Steen         |                         |                                           |
| Giải phong cách FIFA |                         |                                           |
| Nigeria              |                         |                                           |

## Cầu thủ ghi bàn
Đã có 94 bàn thắng ghi được trong 32 trận đấu, trung bình 2.94 bàn thắng mỗi trận đấu.
5 bàn thắng
- Pau Comendador

4 bàn thắng
- Shakirat Moshood
- Choe Rim-jong
- Celia Segura
- Kennedy Fuller

3 bàn thắng
- Mel Barcenas

2 bàn thắng
- Juju
- Caprice Chiuchiolo
- Jaslym Valverde
- Zara Shaw
- Momo Saruang Ueki Sato
- Miharu Shinjo
- Alexa Soto
- Choe Il-son
- Ri Kuk-hyang
- So Ryu-gyong
- Alba Cerrato
- Iris Ashley Santiago
- Maddie Padelski

1 bàn thắng
- Isabella Díaz
- Ella Martínez
- Yuleinis Brito
- Doménica Arboleda
- Dariana Morán
- Lola Brown
- Olivia Johnson
- Nelly Las
- Rachel Maltby
- Erica Parkinson
- Lauryn Thompson
- Yuna Aoki
- Asako Furuta
- Hina Hirakawa
- Mitsuki Ota
- Lornah Faith
- Valerie Nekesa
- Citlalli Reyes
- Ana Salas
- Hannah Saxon
- Faridat Abdulwahab
- Khadijat Adegoke
- Taiwo Afolabi
- Harmony Chidi
- Peace Effiong
- Ho Kyong
- Jon Il-chong
- Kang Ryu-mi
- Ro Un-hyang
- Weronika Araśniewicz
- Kinga Wyrwas
- Casey Phair
- Amaya García
- Ainoa Gómez
- Emma Moreno
- Noa Ortega
- Kimmi Ascanio
- Micayla Johnson
- Mary Long
- Ainsley McCammon

1 bàn phản lưới nhà
- Renata Mercedes (trong trận gặp New Zealand)
- Zara Shaw (trong trận gặp Tây Ban Nha)
- Haruko Suzuki (trong trận gặp Zambia)
- Jocelyn Travers (trong trận gặp Tây Ban Nha)